# K-64
K-64 – radziecki myśliwski okręt podwodny z napędem atomowym typu Projekt 705 Lira (kod NATO: Alfa). Pierwszy radziecki okręt noszący to oznaczenie taktyczne. K-64, którego kadłub sztywny wykonano ze stopu tytanu, był okrętem prototypowym swojego typu. Jego budowę rozpoczęto oficjalnie 2 czerwca 1968 roku w stoczni Sudomech w Leningradzie, w tym czasie budowa okrętu miała już jednak dwudziestoprocentowe zaawansowanie. Jednostkę zwodowano w rocznicę urodzin Lenina – 22 kwietnia 1969 roku, po czym okręt został przetransportowany na barce transportowej przez Kanał Białomorski do stoczni zakład nr 402 w Siewierodwińsku, gdzie ukończono jego wyposażanie oraz po raz pierwszy uruchomiono reaktor. K-64 został przyjęty przez radziecką marynarkę wojenną w grudniu 1971 roku, dowództwo jednostki otrzymał zaś kapitan pierwszej rangi A.S. Puszkin. W połowie roku 1972, kiedy okręt rozpoczął serię testów, doszło do awarii systemu chłodzenia reaktora, która spowodowała stwardnienie ciekłego metalu stanowiącego główne chłodziwo rdzenia reaktora. Po zajściu tego zdarzenia, okręt wyłączono ze służby, jego kadłub został odholowany do Siewierodwińska, gdzie w latach 1973–1974 został przecięty na pół. Przednia część okrętu została przetransportowana do Leningradu, gdzie była wykorzystywana do celów szkoleniowych, sekcja reaktora natomiast była przechowywana w stoczni Zwiezdoczka w Siewierodwińsku. Incydent K-64 opóźnił budowę pozostałych okrętów typu Alfa. W 1986 roku, oznaczenie taktyczne „K-64” nadano nowo wybudowanej jednostce projektu 667BDRM (NATO: Delta IV) przenoszącej pociski balistyczne.